# Ла-Побла-да-Сербулас
Ла-Побла-да-Сербулас — село в Іспанії, у складі автономної спільноти Каталонія, у провінції Леріда.